# RDOS
RDOS (Real-time Disk Operating System) — операционная система реального времени, выпущенная в 1972 году для мини-компьютеров Nova и Eclipse компании Data General. RDOS обладала многозадачностью, позволяя одновременно запускать до 32 процессов при объёме памяти 64 K слов.
Упрощённая версия RDOS без режима реального времени известна как DG-DOS (Data General Diskette Operating System), другой вариант системы носит название RTOS (Real-Time Operating System) и предназначен для компьютеров без внешней памяти. RDOS для микрокомпьютеров серии microNOVA иногда называлась DG/RDOS.
В начале 1980-х годов RDOS вышла из употребления и на компьютерах Data General была заменена операционными системами семейства AOS, включая AOS/VS и MP/AOS.

## Другие операционные системы с тем же названием
Дисковая операционная система с открытым кодом, разработанная Лейфом Экбладом (Leif Ekblad) для встраиваемых платформ семейства i386 также носит название RDOS.